# Complexe de conservation de l'Amazonie centrale
Le complexe de conservation de l’Amazonie centrale est un site de près de 6 millions d’hectares au Brésil inscrit sur la liste du patrimoine mondial de l’UNESCO en 2000 et 2003. Il constitue la plus grande zone protégée du bassin amazonien et l’une des régions les plus riches de la Terre du point de vue de la biodiversité.

## Écosystème
On y trouve des forêts de varzea et d’igapo, des lacs, des cours d’eau dans lesquels vit la plus grande diversité de poissons électriques du monde. Le site héberge également des espèces menacées comme l’arapaima géant, le lamantin d'Amazonie, le caïman noir et deux espèces de dauphins d’eau douce. On peut y voir évoluer des tapis mouvants de végétation des cours d’eau avec un nombre considérable d’espèces endémiques. Le site est, de plus, considéré comme l’une des 200 écorégions prioritaires du WWF (World Wildlife Fund) pour la protection de l'environnement et du développement durable.